# Дарий Мидянин

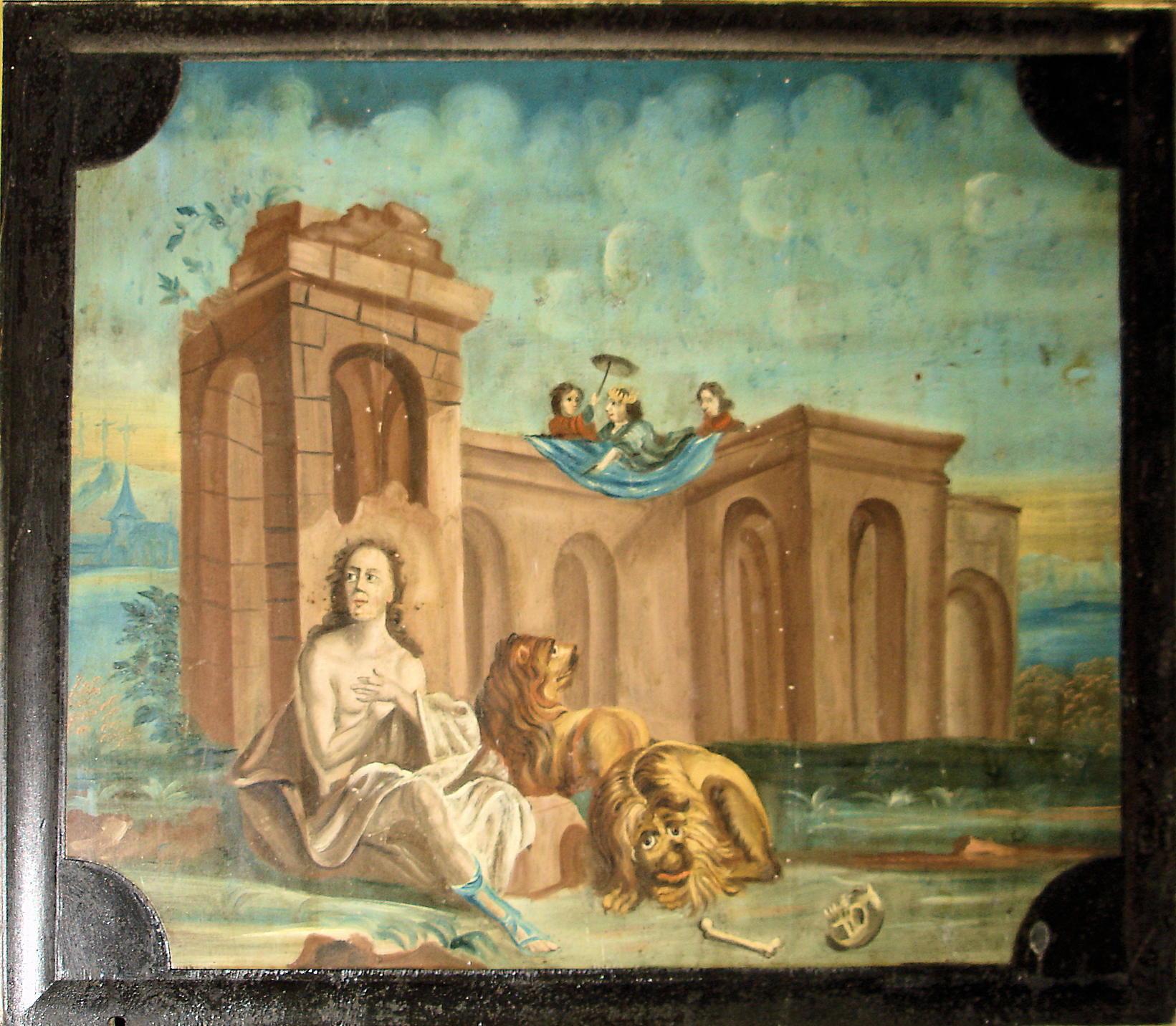
Фрагмент церкви Ламбрехтсхагена, Германия, 1759 г.: Даниил в львином логове, Дарий Мидянин наверху

Да́рий Мидя́нин — персонаж Книги пророка Даниила, являющийся в ней царём Вавилона, правящим после завоевания города персами. Не упоминается в известных исторических документальных источниках, а потому отождествляется с другими историческими лицами или рассматривается как вымышленный персонаж.

## В Библии
Дарий Мидянин впервые упоминается в рассказе о празднике Валтасара в Книге пророка Даниила (5:25—30). Царь Вавилона устраивает великий пир, во время которого появляется рука и пишет на стене: «мене, мене, текел, упарсин». Даниил, главный герой книги, истолковал надпись следующим образом: Валтасара взвесили и он оказался слишком лёгким, вследствие чего его царство будет разделено между мидянами и персами. История завершается в ту же ночь: «Валтасар, царь халдеев, был убит, и Дарий Мидянин принял царство».
Даниил продолжал служить при царском дворе Дария и был возведён на высокий пост (Дан. 6). Завистливые соперники Даниила замышляют его свержение, хитро заставляя царя издать указ, согласно которому под страхом смерти нельзя молиться ни Богу, ни человеку, кроме самого Дария. Непреклонный Даниил продолжает молиться Богу Израиля. Тогда царю, хоть и глубоко огорчённому, приходится приговорить героя ко рву со львами: указы мидян и персов не могут быть отменены. На рассвете Дарий спешит к этому месту, где не тронутый львами Даниил сообщает, что израильский Бог послал ангела спасти его. Царь приказывает, чтобы сговорившиеся против Даниила были сброшены львам вместо Даниила вместе с их жёнами и детьми.
Последнее упоминание Дария Мидянина находится в 9-й главе Даниила, где представлено видение Даниила, связанное с событиями последнего времени и победой израильтян над врагами. Упоминание о правителе используется как хронологический маркер, помещающий видение «в первый год Дария».
Библеист Уильям Ши (англ. William H. Shea) отмечал, что время правления Дария могло длиться год и один месяц, но впоследствии изменил свою позицию, отдав предпочтение теории о царствовании Мидянина всего одну неделю.

## Отождествление с историческими личностями

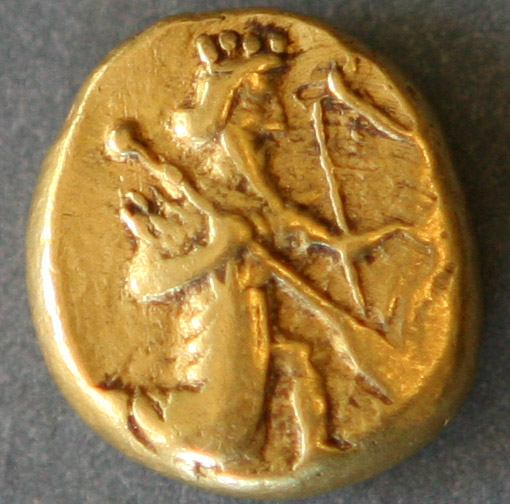
Золотой персидский дарик (чистотой 95,83 %), выпущенный Дарием Великим, примерно 490 г. до н. э.

Исследование Г. Г. Роули 1935 года по этому вопросу («Дарий Мидянин и четыре мировые империи Дария Мидянина») показало, что его нельзя отождествлять с каким-либо царём. Обычно критические комментаторы считают, что Дарий — это просто литературный вымысел, объединяющий исторического персидского царя Дария I и слова Иеремии о том, что Бог «поднял» мидян против Вавилона (51:11).
Тем не менее были предприняты многочисленные попытки отождествить Дария Мидянина с историческими личностями, из которых, возможно, наиболее известны следующие кандидаты:
- Вышеупомянутый Дарий I Великий, сын Гистаспа. Этот исторически известный Дарий был третьим персидским императором (царём царей, шахиншахом) и важной фигурой для евреев в ранний персидский период из-за его роли в восстановлении Храма в Иерусалиме.
- Астиаг. Был последним царём Мидии. Побеждён Киром в 550 или 553 году. Отца Астиага звали Киаксар — не Ахашверош, или Ассуир, или Ксеркс, как это в переводах Дан. 9:1[10]. Нет никаких свидетельств присутствия Астиага при падении Вавилона. Следовательно, этому царю уделяется мало внимания в современной апологетике, но еврейский историк I века н. э. Иосиф Флавий, а затем и отец ранней христианской церкви Иероним согласовали Даниила с историческими источниками, заявив, что Дарий Мидянин был сыном Астиага.
- Киаксар II. Греческий писатель Ксенофонт рассказывает о мидийском царе по имени Киаксар, сыне Астиага; другие греческие историки говорят, что у Астиага не было сына. Согласно Ксенофонту, Кир стал царём Мидии через брак с дочерью Киаксара, что противоречит всем другим источникам, особенно вавилонским, в которых говорится, что Кир завоевал Мидию, завоевав её у Астиага. Ксенофонту историки не верят, и он ни в коем случае не говорит, что этот неизвестный Киаксар правил Вавилоном.
- Кир II Великий. Этот аргумент основан на переосмыслении текста Дан. 6:28: «Даниил процветал во время правления Дария и правления Кира Персидского». Сторонники теории читают стих с усилительным повторением: «правления Дария, даже во время правления Кира», из чего делают заключение, якобы Дарий и был Киром. Уильям Ши, консервативный учёный, отмечает, что было бы странно называть Кира Персидского, сына Камбиса I, Дарием Мидянином, сыном Ахашвероша, а также странно было бы упоминать одного и того же царя то как Кира в одних отрывках, то как Дария в других.
- Камбис II. Камбиc был сыном Кира и его преемником на посту царя. В вавилонских записях указано, что Кир поставил его регентом в Вавилоне, но он не был мидянином (в отличие от Дан. 9:1), его отцом не был Ахашверош и ему, вероятно, не было шестидесяти двух лет (противоречит Дан. 5:31).
- Губару, или же Угбару, называемый в греческих источниках Гобриасом. Полководец, который первым вошёл в Вавилон. Угбару был вавилонским наместником Гутиума (области, тесно связанной с Мидией в вавилонских источниках) до того, как перешёл на сторону персов, и Кир, кажется, возложил на него административную ответственность за Вавилон после захвата города. Однако и эта изобретательная теория неубедительна: во-первых, она не поясняет, почему Губару назван Дарием, а во-вторых, Угбару не носил титул «царь Вавилона»[8].

### Цитаты
1. 1 2  Newsom, 2014, с. 191—192.
2. ↑  Coleman, 1990, p. 198: «Darius the Mede is mentioned only in the Book of Daniel … as a king of Babylon. … Outside the book of Daniel, history knows no "Darius the Mede"…».
3. ↑  Hill, 2008, с. 114.
4. ↑  Seow, 2003, с. 74—75.
5. ↑  Seow, 2003, с. 85—86.
6. ↑  Knibb, 2006, с. 435: «The fictional setting for Daniel 9 is the first year of "Darius the Mede", presumably the first year after the fall of Babylon which would be 539/538 BCE».
7. ↑  Shea, William H. The Search for Darius the Mede (Concluded), or, The Time of the Answer to Daniel’s Prayer and the Date of the Death of Darius the Mede (англ.). Journal of the Adventist Theological Society (Весна 2001). — «In my most recent study of this subject, however, a shift was made from a “long” chronology of Darius’ reign to a “short” chronology. Instead of assigning him a year and a month of rule after the fall of Babylon, his reign was reduced to approximately one month… In this present study the short reign of Darius is shrunk even further, from about one month to about one week». Архивировано 30 марта 2024 года.
8. 1 2 3  Newsom, 2014, с. 192.
9. ↑  Hill, 2008, с. 114: «Generally for critical commentators the character is simply a literary fiction appropriate to the genre of court-contest tale».
10. ↑  Даниил 9:1. bible.by. Архивировано 7 ноября 2024 года.